# Alois Kothgasser
Alois Kothgasser SDB (ur. 29 maja 1937 w Sankt Stefan im Rosental w Styrii, zm. 22 lutego 2024 w Salzburgu) – austriacki duchowny katolicki, arcybiskup Salzburga i Primas Germaniae w latach 2003-2013.

## Życiorys
W 1955 wstąpił do Zgromadzenia salezjańskiego. Święcenia kapłańskie otrzymał 9 lutego 1964 w Turynie. 
Doktoryzował się na Papieskim Uniwersytecie Salezjańskim w Rzymie i w latach 1969-1982 wykładał dogmatykę na tejże uczelni. Przez wiele lat był także wykładowcą zakonnej uczelni w Benediktbeuern, zaś w latach 1982-1988 oraz 1994-1997 jej rektorem.

### Episkopat
10 października 1997 został mianowany biskupem diecezji Innsbruck. Sakry biskupiej udzielił mu biskup Reinhold Stecher.
27 listopada 2002 Jan Paweł II mianował go arcybiskupem Salzburga. Ingres odbył się 19 stycznia 2003.
Na emeryturę przeszedł 4 listopada 2013.